# Jonathan Nsenga
Jonathan Nsenga (Bélgica, 21 de abril de 1973) es un atleta belga retirado especializado en la prueba de 60 m vallas, en la que consiguió ser medallista de bronce europeo en pista cubierta en 1996.

## Carrera deportiva
En el Campeonato Europeo de Atletismo en Pista Cubierta de 1996 ganó la medalla de bronce en los 60 m vallas, con un tiempo de 7.66 segundos, tras los atletas letones Igors Kazanovs  (oro con 7.59 segundos) y Guntis Peders.